# Henri Karcher (homme politique, 1908-1983)
Pour les articles homonymes, voir Henri Karcher et Karcher.
Henri Karcher, né le 26 octobre 1908 à Saint-Dié-des-Vosges (Vosges) et mort le 31 juillet 1983 à Sarrebourg (Moselle), est un chirurgien, résistant (il est Compagnon de la Libération) et homme politique français.

## Biographie
Fils d'un officier tué le 28 août 1914, Henri Karcher devient chirurgien à la Faculté de médecine de Paris. Volontaire dans l'infanterie durant la Seconde Guerre mondiale, il s'engage rapidement dans les Forces françaises libres et participe à la bataille du Gabon en novembre 1940, puis à la campagne de Libye d'octobre 1942. Après avoir rejoint l'Angleterre, il prend part aux débarquements de Normandie le 1er août 1944 et à la libération de Paris, au cours de laquelle il tint un rôle majeur : à la tête d'un détachement, il obtient, le 25 août 1944, la capitulation du général von Choltitz, gouverneur militaire du « Groß Paris », qu'il arrête à l'hôtel Meurice, rue de Rivoli.
Devenu aide de camp du général Kœnig, il est affecté au gouvernement militaire de Paris. À la fin de la guerre, toujours fidèle au général de Gaulle, il s'engage en politique. Candidat UNR dans la 21e circonscription de Paris, il est facilement élu. Pour la 2e législature, il se présente en Moselle sous les sollicitations des gaullistes de Sarrebourg et est élu. Il devient aussi conseiller général du canton. Il échoue pour sa troisième candidature à l'Assemblée contre Georges Thomas, à qui il avait succédé en 1962.
Après avoir terminé sa carrière comme expert près la Cour d'appel de Paris, il se retire en 1979 à Abreschviller, où avaient vécu sa mère et son beau-père, le général de division Louis Ernest Béjard, ancien commandant de la 101e division de forteresse.

## Hommages
Dans le film Paris brûle-t-il ?, son rôle est interprété par Jean-Pierre Cassel. Dans une des scènes finales du film (2 h 46 min), le personnage interprété par Cassel appelle son père pour l'informer qu'il vient de faire prisonnier le général commandant la place de Paris. C'est en contradiction avec la vérité historique, le père d'Henri Karcher étant mort en août 14. 
En 2000, la place du Lieutenant-Henri-Karcher est créée dans le 1er arrondissement de Paris. 
Sa ville natale lui rend également hommage en fin d'année 2014 en donnant son nom à un rond-point d'entrée-sortie de la zone marchande d'Hellieule, à l'est de la nationale 59.

## Décorations

### Décorations françaises
- Commandeur de la Légion d'honneur
- Compagnon de la Libération (décret du 17 novembre 1945)
- Croix de guerre 1939-1945 (3 citations)
- Médaille de la Résistance française
- Insigne des blessés militaires (3 blessures)
- Croix du combattant volontaire de la guerre de 1939-1945
- Croix du combattant volontaire de la Résistance
- Médaille coloniale (avec agrafes Libye et AEF)
- Médaille commémorative française de la guerre 1939-1945
- Médaille commémorative des services volontaires dans la France libre
- Médaille commémorative de Syrie-Cilicie
- Presidential Unit Citation (USA)